# 涌波错
涌波错（藏語：གཡུར་རྦ་མཚོ，威利转写：g.yur rba mtsho，THL：Yurba Tso）位于中国西藏自治区那曲市原尼玛县（今双湖县）境内，地处尼玛县北部，玉尔巴杂钦山南麓。湖面海拔4875米，面积56.1平方公里。湖区年均气温-4℃，年均降水量75～100毫米。湖水主要靠时令河补给。